# Dwerniczek
Dwerniczek (ukrán nyelven: Дверничок) település  Lengyelország délkeleti részén, a Kárpátaljai vajdaságban, a Bieszczady járásban. Gmina Lutowiska község közigazgatási területén fekszik. Beniowa a lengyel-ukrán határhoz közel található. Lutowiskától közel 7 kilométernyire északra található, a járási központtól, Ustrzyki Dolnétól 17 kilométerre délkeletre fekszik és a vajdaság központjától, Rzeszówtól 96 kilométernyire délkeletre található.

## Fordítás
Ez a szócikk részben vagy egészben  a   Dwerniczek című angol Wikipédia-szócikk ezen változatának fordításán alapul.  Az eredeti cikk szerkesztőit annak laptörténete sorolja fel. Ez a jelzés csupán a megfogalmazás eredetét és a szerzői jogokat jelzi, nem szolgál a cikkben szereplő információk forrásmegjelöléseként.